# Ramphotrigon ruficauda
Ramphotrigon ruficauda là một loài chim trong họ Tyrannidae.